# Mesochorus canalis
Mesochorus canalis är en stekelart som beskrevs av Schwenke 1999. Mesochorus canalis ingår i släktet Mesochorus och familjen brokparasitsteklar. Inga underarter finns listade i Catalogue of Life.